# Willem Jacob Luyten
Willem Jacob Luyten (Semarang, 7 maart 1899 - Minneapolis, 21 november 1994) was een Nederlands-Amerikaans astronoom.
Hij werd in Semarang in Nederlands-Indië (het huidige Indonesië) geboren, waar zijn vader leraar Frans was. In 1910 werd de jonge Luyten gefascineerd door de komeet van Halley, een fascinatie die nooit meer is overgegaan. In 1912 verhuisde het gezin naar Nederland. In zijn jeugd en daarna leerde hij vele talen: Frans, Duits, Engels, Latijn, Grieks, Spaans, Italiaans en Russisch kon hij goed lezen en spreken.
Hij behaalde zijn doctoraal astronomie in 1918 aan de Universiteit van Amsterdam en promoveerde in 1921 bij Ejnar Hertzsprung aan de Rijksuniversiteit Leiden. De titel van zijn proefschrift was  Observations of Variable Stars. Luyten vervolgde zijn carrière aan het Lick-observatorium en het 
Observatorium van Harvard (1923-1930) en werd docent aan de Universiteit van Minnesota (1931-1967). Zijn studies waren vooral de eigenbeweging van sterren. Hij ontdekte vele witte dwergen, verder ontdekte hij een aantal van de naaste buren van de Zon, waaronder de ster van Luyten op 12,3 lichtjaar van de zon. 
Luyten kreeg in 1964, de James Craig Watson Medal en de Bruce Medal in 1968. Planetoïde (1964) Luyten is naar hem vernoemd. 